# Charles W. Thompson
Charles W. Thompson (* 22. Juli 1867 in Ottumwa, Iowa; † 1. Juni 1950 in Topeka, Kansas) war ein US-amerikanischer Politiker. Zwischen 1933 und 1937 war er Vizegouverneur des Bundesstaates Kansas.

## Werdegang
Im Jahr 1879 kam Charles Thompson mit seiner Familie nach Marion in Kansas, wo er die öffentlichen Schulen besuchte. Zunächst verdiente er sich sein Geld als Zeitungsjunge und dann als Ladenangestellter. Später gründete er in Marion sein eigenes Ladengeschäft, das er bald zu einem großen Warenhaus ausbaute. Politisch schloss er sich der Republikanischen Partei an. Er wurde Mitglied im Schulausschuss und für einige Zeit auch im Gemeinderat von Marion. 1921 wurde er in den Senat von Kansas gewählt, wo er für zwei Legislaturperioden verblieb.
1932 wurde Thompson an der Seite von Alf Landon zum Vizegouverneur von Kansas gewählt. Dieses Amt bekleidete er zwischen dem 9. Januar 1933 und dem 11. Januar 1937. Dabei war er Stellvertreter des Gouverneurs. Er stieg außerdem in das Bankgewerbe ein und wurde Direktor bei der Merchants National Bank of Topeka. Außerdem war er Geschäftsführer und Direktor der Federal Home Loan Bank of Topeka. Überdies wurde er Präsident der Aetna Building & Loan Association. Thompson war auch Mitglied mehrerer Organisationen und Vereinigungen. Er starb am 1. Juni 1950 in Topeka, wo er auch beigesetzt wurde.